# Будинок на Великій Васильківській 28
Будинок на Великій Васильківській 28 — жилий будинок на Великій Васильківській вулиці, 28.

## Історія
На початку ХХ ст ділянка часто змінювала власників.

## Опис
Побудований у стилі історизму з використанням ренесансно-барокових елементів декору (ордерними елементами, ліпленими консолями, вінками, гірляндами, горизонтальними плетінками тощо). Виразна центральна розкріповка з прямокутним еркером на великих волютоподібних консолях, що завершується аттиком.  Рустовка фасадів виконана з великозернистою фактурою на першому і другому поверхах. Замковими камені вікон другого-третього поверхів з волютами зі стилізованими пальметами. Над вікнами розміщено фриз з регулярним ововим рисунком. Віконні прорізи четвертого поверху утворюють аркаду, що спираються на рельєфні балясини з іонічними капітелями. Архівольти вікон декоровано намистинками. Над архівольтами — розетки в облямуванні з акантового листя. Ажурні ґрати балконів мають регулярний рисунок з пальмет. Карниз має великий виніс, спирається на декоративні кронштейни, та має фриз з горизонтальними картушами.
Під еркером знаходиться аркова ніша, що об'єднує проїзд на подвір'я і вхід у під'їзд. Архівольт арки оформлено клинами з великозернистим рустом. Стіни проїзду містять ніші з архівольтами, що декоровано гуртами і замковими каменями з листям аканта, імпости з масивними канелюрованими консолями з фестонами. Плафон проїзду складається з діагональних кесонів з центральною розеткою. Над вхідними дверима знаходяться два вікна з картушем між ними. Металеві грифони фланкують нішу проїзду.